# Król Albanii
Król Albanii – album studyjny rapera Popka oraz producenta muzycznego Matheo. Wydawnictwo ukazało się 29 stycznia 2016 roku nakładem wytwórni muzycznej Step Records. Wśród gości na płycie znaleźli się Rootzmans, Borixon, Bracia Figo Fagot, Stitches i Wini. Oprawę graficzną albumu wykonał Tomasz Bojar.
Album dotarł do 1. miejsca polskiej listy przebojów − OLiS. 14 marca 2018 roku płyta uzyskała w Polsce status diamentowej.  

## Lista utworów
Opracowano na podstawie materiału źródłowego.
1. „Fabryka hitów” – 2:54
2. „Zakazany owoc” (gościnnie: Bracia Figo Fagot) – 3:48
3. „Jestem królem” – 3:31
4. „Co kurwo patrzysz” (gościnnie: Wini) – 2:59
5. „Król cyganów” – 3:13
6. „Nie mów mu nic” – 3:10
7. „International Gangsta” (gościnnie: Stitches) – 3:24
8. „Każdy z nas” (gościnnie: Piotr Świderski) – 2:56
9. „Wiara czyni cuda” (gościnnie: Borixon) – 3:31
10. „Jak tłucze” – 3:18
11. „Różni nas wiele” (gościnnie: Rootzmans) – 3:11
12. „Imprezka domowa” – 2:53
13. „Wakacje” − 3:29
14. „Nigdy więcej” − 2:58
15. „Wodospady” − 3:02

## Certyfikat
| Polska (ZPAV) | Tytułem      | Certyfikat       | Sprzedaż |
| ------------- | ------------ | ---------------- | -------- |
| Polska (ZPAV) | Król Albanii | diamentowa płyta | 150 000+ |